# House of Gold and Bones - Part 1
Albums de Stone Sour
Audio Secrecy
(2010) House of Gold and Bones - Part 2
(2013)
Singles
1. Gone Sovereign / Absolute Zero
Sortie : 24 août 2012

House of Gold & Bones - Part 1 est le quatrième album studio du groupe États-Unis de metal alternatif Stone Sour sorti le 23 octobre 2012 par Roadrunner Records. Il s'agit de la première partie d'un double album, dont la seconde partie sortira début 2013.

## Liste des chansons
| No  | Titre                     | Durée |
| --- | ------------------------- | ----- |
| 1.  | Gone Sovereign            | 4:03  |
| 2.  | Absolute Zero             | 3:49  |
| 3.  | A Rumor Of Skin           | 4:11  |
| 4.  | The Travellers Part 1     | 2:26  |
| 5.  | Tired                     | 4:12  |
| 6.  | RU486                     | 4:22  |
| 7.  | My Name Is Allen          | 4:18  |
| 8.  | Taciturn                  | 5:25  |
| 9.  | Influence Of A Drowsy God | 4:29  |
| 10. | The Travellers Part 2     | 3:01  |
| 11. | Last Of The Real          | 3:01  |

## Crédits
- Corey Taylor - chant
- James Root - guitare
- Josh Rand - guitare
- Roy Mayorga - batterie
- Rachel Bolan - basse